# Новосёловка (Шортандинский район)
Новоселовка (каз. Новоселовка) — село в Шортандинском районе Акмолинской области Казахстана. Административный центр Новоселовского сельского округа. Код КАТО — 116845100.

## География
Село расположено в восточной части района, на расстоянии примерно 45 километров (по прямой) к востоку от административного центра района — посёлка Шортанды.
Абсолютная высота — 318 метров над уровнем моря.
Климат холодно-умеренный, с хорошей влажностью. Среднегодовая температура воздуха отрицательная и составляет около -3,7°С. Среднемесячная температура воздуха в июле достигает +19,8°С. Среднемесячная температура января составляет около -14,9°С. Среднегодовое количество осадков составляет около 400 мм. Основная часть осадков выпадает в период с июня по август.
Ближайшие населённые пункты: село Ошак — на севере, посёлок Жолымбет — на востоке, село Каражар — на западе.
Близ села проходит автодорога областного значения — КС-4 «Жолымбет — Шортанды — Пригородное».

## Население
В 1989 году население села составляло 949 человек (из них русские — 43%).

В 1999 году население села составляло 988 человек (488 мужчин и 500 женщин). По данным переписи 2009 года, в селе проживало 860 человек (414 мужчин и 446 женщин).
| Численность населения | Численность населения | Численность населения |
| 1989                  | 1999                  | 2009                  |
| --------------------- | --------------------- | --------------------- |
| 949                   | ↗988                  | ↘860                  |

## Улицы[6]
- переулок Жамбыла Жабаева
- переулок Кенесары
- переулок Мукагали Макатаева
- ул. Абая
- ул. Бейбитшилик
- ул. Курылысшылар
- ул. Мухтара Ауэзова
- ул. Сакена Сейфуллина